# العلاقات الألمانية الكورية الجنوبية
العلاقات الألمانية الكورية الجنوبية هي العلاقات الثنائية التي تجمع بين ألمانيا وكوريا الجنوبية.

## مقارنة بين البلدين
هذه مقارنة عامة ومرجعية للدولتين:
| وجه المقارنة                                              | ألمانيا                                                                              | كوريا الجنوبية                                                          |
| --------------------------------------------------------- | ------------------------------------------------------------------------------------ | ----------------------------------------------------------------------- |
| المساحة (كم2)                                             | 357.41 ألف                                                                           | 100.30 ألف                                                              |
| عدد السكان (نسمة)                                         | 81.29 مليون                                                                          | 51.47 مليون                                                             |
| الكثافة السكانية (ن./كم²)                                 | 227.44                                                                               | 513.16                                                                  |
| العاصمة                                                   | بون، برلين                                                                           | سول                                                                     |
| اللغة الرسمية                                             | اللغة الألمانية                                                                      | اللغة الكورية                                                           |
| العملة                                                    | يورو، مارك ألماني                                                                    | وون كوري جنوبي                                                          |
| الناتج المحلي الإجمالي (بليون دولار)                      | 3.68 تريليون                                                                         | 1.53 تريليون                                                            |
| الناتج المحلي الإجمالي (تعادل القوة الشرائية) بليون دولار | 3.92 تريليون                                                                         | 1.75 تريليون                                                            |
| الناتج المحلي الإجمالي الاسمي للفرد دولار أمريكي          | 41.31 ألف                                                                            | 27.22 ألف                                                               |
| الناتج المحلي الإجمالي للفرد دولار أمريكي                 | 46.40 ألف                                                                            |                                                                         |
| مؤشر التنمية البشرية                                      | 0.926                                                                                | 0.901                                                                   |
| رمز المكالمات الدولي                                      | +49                                                                                  | +82                                                                     |
| رمز الإنترنت                                              | .de                                                                                  | .kr                                                                     |
| المنطقة الزمنية                                           | توقيت وسط أوروبا، ت ع م+01:00، ت ع م+02:00، توقيت أوروبا الوسطى المعياري (ت غ م +1) ‏ | توقيت كوريا الجنوبية، ت ع م+09:00، آسيا/سيول ‏، ت ع م+08:00، ت ع م+08:30 |

## مدن متوأمة
في ما يلي قائمة باتفاقيات التوأمة بين مدن ألمانية وكورية جنوبية:
- ترتبط Steglitz-Zehlendorf [الإنجليزية]‏ مع Songpa District [الإنجليزية]‏ باتفاقية توأمة منذ 2013.[17][17][17][17]
- ترتبط فيردر مع Muan County [الإنجليزية]‏ باتفاقية توأمة.
- ترتبط براوباخ مع جيجو باتفاقية توأمة.
- ترتبط أوسنابروك مع غوانغميونغ باتفاقية توأمة منذ 1 مارس 2004.[18][19][20][21]

## منظمات دولية مشتركة
يشترك البلدان في عضوية مجموعة من المنظمات الدولية، منها:
| علم المنظمة | اسم المنظمة                                                | تاريخ انضمام ألمانيا | تاريخ انضمام كوريا الجنوبية |
| ----------- | ---------------------------------------------------------- | -------------------- | --------------------------- |
|             | منظمة حظر الأسلحة الكيميائية                               | 29 أبريل 1997        | ?                           |
|             | الفريق المعني برصد الأرض                                   | ?                    | ?                           |
|             | البنك الإفريقي للتنمية                                     | ?                    | ?                           |
|             | العملية المشتركة للاتحاد الأفريقي والأمم المتحدة في دارفور | ?                    | ?                           |
|             | الأمم المتحدة                                              | 18 سبتمبر 1973       | 17 سبتمبر 1991              |
|             | وكالة ضمان الاستثمار متعدد الأطراف                         | 12 أبريل 1988        | 12 أبريل 1988               |
|             | مجموعة أستراليا                                            | 1985                 | 1996                        |
|             | يونسكو                                                     | 11 يوليو 1951        | 14 يونيو 1950               |
|             | مؤسسة التنمية الدولية                                      | 24 سبتمبر 1960       | 18 مايو 1961                |
|             | المركز الدولي لتسوية المنازعات الاستشارية                  | 18 مايو 1969         | 23 مارس 1967                |
|             | الاتحاد البريدي العالمي                                    | 1 يوليو 1875         | ?                           |
|             | مجموعة العشرين                                             | 26 سبتمبر 1999       | ?                           |
|             | الوكالة الدولية للطاقة                                     | ?                    | ?                           |
|             | منظمة التجارة العالمية                                     | ?                    | ?                           |
|             | منظمة الشرطة الجنائية الدولية                              | ?                    | ?                           |
|             | منظمة التعاون الاقتصادي والتنمية                           | 27 سبتمبر 1961       | 12 ديسمبر 1996              |
|             | مجموعة الموردين النوويين                                   | ?                    | ?                           |
|             | المنظمة الهيدروغرافية الدولية                              | ?                    | ?                           |
|             | البنك الدولي للإنشاء والتعمير                              | 14 أغسطس 1952        | 26 أغسطس 1955               |
|             | مؤسسة التمويل الدولية                                      | 20 يوليو 1956        | 16 مارس 1964                |
|             | نظام تحكم تكنولوجيا القذائف                                | 1987                 | 2001                        |
|             | بنك التنمية الآسيوي                                        | 1966                 | 1966                        |

## أعلام
هذه قائمة لبعض الشخصيات التي تربطها علاقات بالبلدين:
- أوتفريد تشونغ
- تشا دو ري (لاعب كرة قدم كوري جنوبي، 25 يوليو 1980[45][46] – )

## وصلات خارجية
- موقع وزارة الخارجية الألمانية
- موقع وزارة الخارجية الكورية الجنوبية